# ساختمان سیدباصرو
ساختمان سیدباصرو یک منطقهٔ مسکونی در ایران است که در دهستان میشان واقع شده‌است.